# Роза Луїза ДеЛауро
Роза Луїза ДеЛауро (нар. 2 березня 1943) — американський політик, представник США в 3-му окрузі Конгресу Коннектикуту з 1991 року. Вона є членом Демократичної партії. Район розташований у Нью-Гейвені та включає більшість його передмість. ДеЛауро є членом делегації Конгресу Коннектикуту.
У 2020 році ДеЛауро було обрано головою Комітету з асигнувань Палати представників 117-го Конгресу, змінивши Ніту Лоуі  і ставши другою жінкою на цій посаді. З 2003 по 2021 рік вона була співголовою Демократичної керівної комісії Палати представників.

## Інтернет-ресурси
- Congresswoman Rosa L. DeLauro official U.S. House website
- Rosa DeLauro for Congress